# Дэян
Дэя́н (кит. упр. 德阳, пиньинь Déyáng) — городской округ в провинции Сычуань КНР.

## История
В 1950 году был образован Специальный район Вэньцзян (温江专区), в подчинении которого вошло 12 уездов. В 1952 году был образован Специальный район Мяньян (绵阳专区), в подчинении у которого находилось 10 уездов. В 1953 году уезды Гуанхань, Цзиньтан и Шифан были переданы из специального района Мяньян в специальный район Вэньцзян. В 1958 году был расформирован Специальный район Суйнин (遂宁专区), и входивший ранее в его состав уезд Чжунцзян был передан в состав Специального района Мяньян. В 1968 году Специальный район Вэньцзян был переименован в Округ Вэньцзян (温江地区), а в 1970 году Специальный район Мяньян был переименован в Округ Мяньян (绵阳地区). 3 марта 1983 года округ Вэньцзян был расформирован, и уезды Шифан и Гуаньхан перешли под юрисдикцию Чэнду.
18 августа 1983 года постановлением Госсовета КНР был образован городской округ Дэян, в состав которого были переданы уезды Дэян (преобразованного в Центральный район), Чжунцзян и Мяньчжу из состава округа Мяньян, и уезды Гуанхань и Шифан из состава округа Вэньцзян.
В 1988 году уезд Гуанхань был преобразован в городской уезд. В 1996 году в городские уезды были преобразованы уезды Шифан и Мяньчжу, а Центральный район был разделён на район Цзинъян и уезд Лоцзян.
В августе 2017 года уезд Лоцзян был преобразован в район городского подчинения.

## Административно-территориальное деление
Городской округ Дэян делится на 2 района, 3 городских уезда, 1 уезд:
| Карта | Карта          | Карта    | Карта     | Карта           | Карта            | Карта         | Карта                      |
| ----- | -------------- | -------- | --------- | --------------- | ---------------- | ------------- | -------------------------- |
|       |                |          |           |                 |                  |               |                            |
| #     | Статус         | Название | Иероглифы | Пиньинь         | Население (2004) | Площадь (км²) | Плотность населения (/км²) |
| 1     | Район          | Цзинъян  | 旌阳区    | Jīngyáng qū     | 630 000          | 648           | 972                        |
| 2     | Городской уезд | Шифан    | 什邡市    | Shífāng shì     | 430 000          | 863           | 498                        |
| 3     | Городской уезд | Гуанхань | 广汉市    | Guǎnghàn shì    | 590 000          | 551           | 1071                       |
| 4     | Городской уезд | Мяньчжу  | 绵竹市    | Miánzhú shì     | 510 000          | 1245          | 410                        |
| 5     | Район          | Лоцзян   | 罗江区    | Luójiāng qū     | 240 000          | 448           | 536                        |
| 6     | Уезд           | Чжунцзян | 中江县    | Zhōngjiāng xiàn | 1 410 000        | 2063          | 683                        |

## Экономика

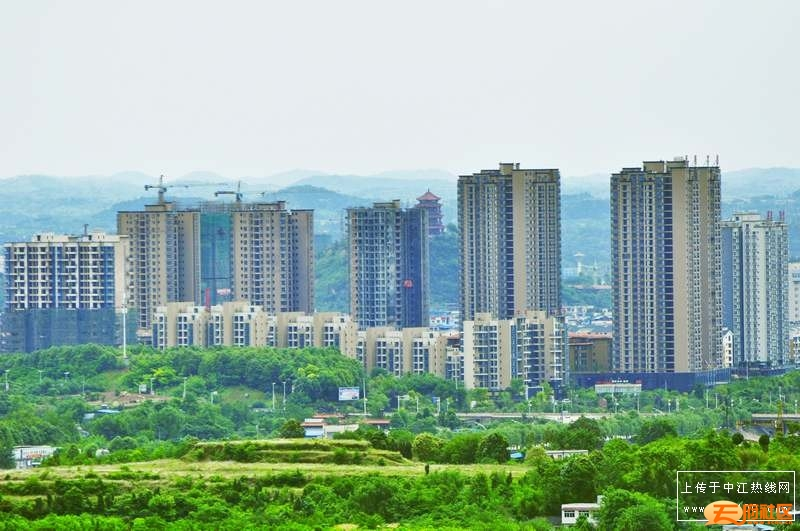
Чжунцзян

Округ является крупным производителем промышленного оборудования, литья, продуктов питания, минеральной воды, пива и сигарет. В Дэяне базируются Sinomach Heavy Equipment Group (крупный производитель металлургического, металлообрабатывающего и энергетического оборудования), пищевые компании Yihai Guanghan Oils, Grains & Foodstuffs, Guanghan Sanxian Food, Sichuan Lanjian Beverage Group и Deyang Zhenghe Food, производители энергетического оборудования Dongfang Turbine, Dongfang Electric Machinery и Dongfang Electric Wind Power, завод специальных машин для нефтегазовой промышленности Bomco Special Vehicle Manufacturing, химические заводы Chengxin Lithium, Sichuan Jinlu Resin, Shifang Anda Chemicals и Meifeng Chemical Fertilizer, швейная фабрика Deyang Tongxu Garment Factory, табачные фабрики Great Wall Cigar и Zhongjiang Cigar Factory.

## Образование
- Лётный университет гражданской авиации Китая
- Сычуаньский аэрокосмический политехнический университет
- Кампус Сычуаньского педагогического университета

## Достопримечательности

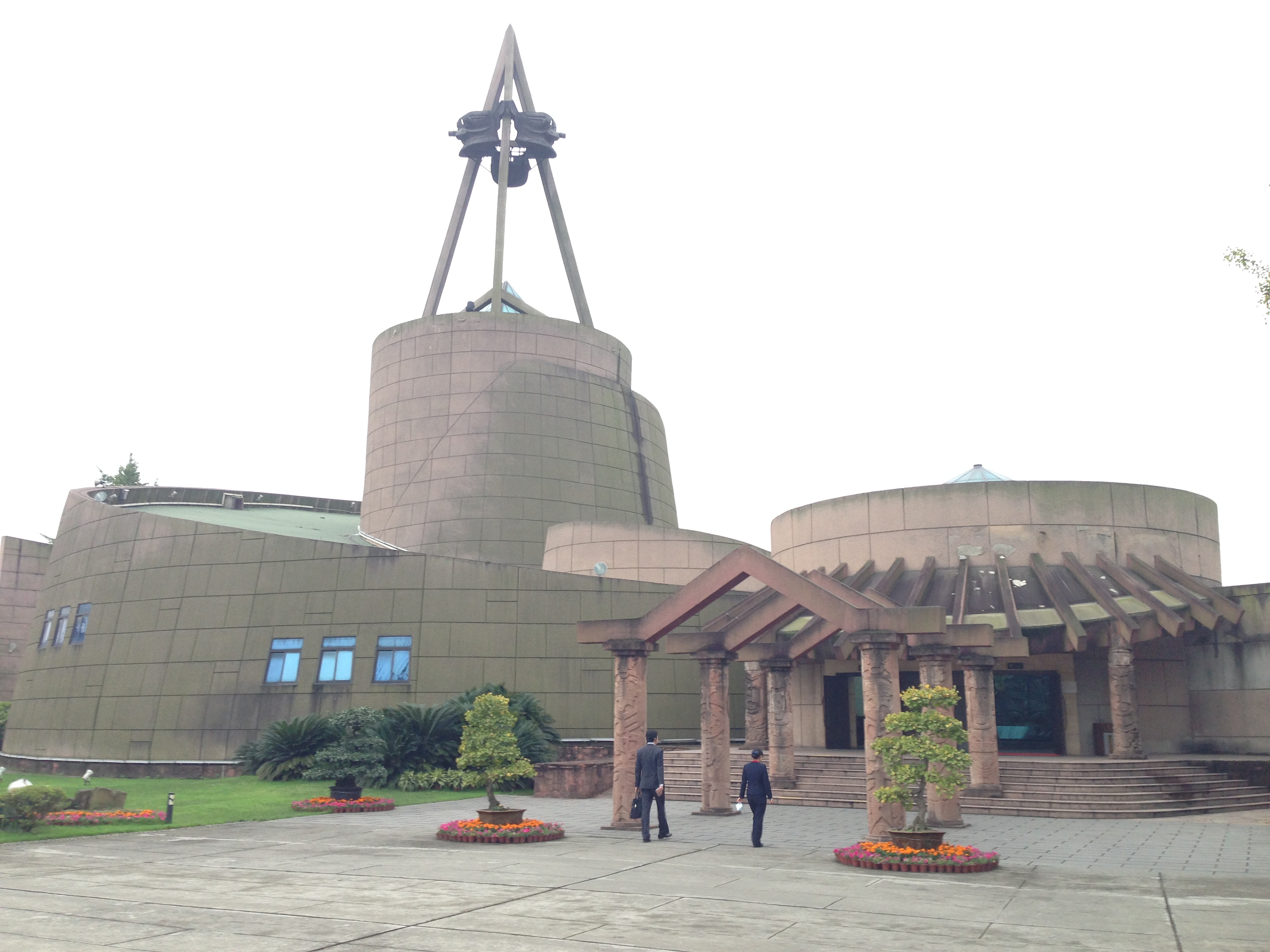
Музей культуры Саньсиндуй

- Музей культуры Саньсиндуй
- Конфуцианский храм Дэяна